# Alestopetersius smykalai
Alestopetersius smykalai е вид лъчеперка от семейство Alestidae. Видът е световно застрашен, със статут Уязвим.

## Разпространение
Разпространен е в Нигерия.

## Описание
На дължина достигат до 6 cm.